# Paul Douglas (actor)

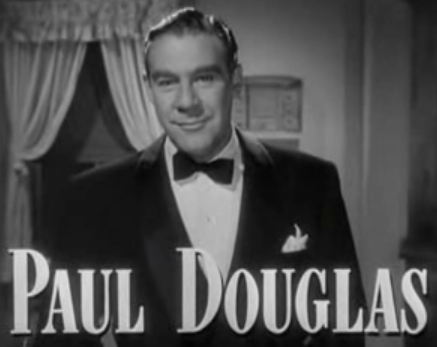
Presentación del actor en el reclamo de la película de 1949 Carta a tres esposas.

Paul Douglas (Filadelfia, 11 de abril de 1907 - Los Ángeles, 11 de septiembre de 1959) fue un actor de cine estadounidense.

## Filmografía
- 1949: Carta a tres esposas (A letter to three wives) de Joseph L. Mankiewicz
- 1949: Everybody Does It de Edmund Goulding.
- 1950: Sitiados (The Big lift) de George Seaton.
- 1950: Love That Brute de Alexander Hall .
- 1950: Pánico en las calles (Panic in the streets) de Elia Kazan.
- 1951: Catorce horas (Fourteen hours) de Henry Hathaway.
- 1951: The Guy Who Came Back de Joseph M. Newman.
- 1951: Angels in the Outfield de Clarence Brown.
- 1952: When in Rome de Clarence Brown.
- 1952: Clash by Night de Fritz Lang.
- 1952: ¡No estamos casados! (We're Not Married!) de Edmund Goulding.
- 1953: Forever female de Irving Rapper.
- 1954: The Maggie de Alexander Mackendrick.
- 1954: Executive Suite de Robert Wise.
- 1954: Fuego verde (Green fire) de Andrew Marton.
- 1956: The Solid Gold Cadillac de Richard Quine.
- 1957: Esta noche o nunca (This Could Be the Night) de Robert Wise.
- 1957: Beau James de Melville Shavelson.
- 1959: The Mating Game de George Marshall.